# Bastilla redunca
Bastilla redunca là một loài bướm đêm trong họ Erebidae.